# Spartan 7W Executive
Spartan 7W Executive — американский многоцелевой самолёт, разработанный в 1936 году компанией Spartan Aircraft Company под руководством инженера Джеймса Б. Форда. Машина предназначалась для представительского рынка и имела относительно высокую стоимость.

## История
Разработка машины была начата в 1935 году в обстановке повышенной секретности. Предполагалось создать конструкцию, которая сочетала бы в себе отличные лётные характеристики, современный дизайн и комфорт пассажирского салона. В 1936 году был изготовлен первый прототип, и 8 марта этого года пилотом Эдмондом Т. Алленом был выполнен первый полёт. Прототип 7X Executive (именуемый также Model 7, Standart Seven) имел двигатель Jacobs L-5 мощностью в 285 л. с. и достиг скорости 290 км/ч., что было явно недостаточно для получения желаемых характеристик машины. Последующая модель самолёта, получившая название 7W, была оснащена двигателем Pratt & Whitney R-985 Wasp Junior мощностью 400 л. с. и была признана годной к запуску в серийное производство, сертификат лётной годности был получен 15 февраля 1937 года. Несмотря на удачную конструкцию машины, серийное изготовление Spartan 7W было прекращено 9 сентября 1940 года, так как её продажная стоимость, составлявшая 35 000 $, была доступна только весьма состоятельным покупателям. Всего было выпущено 36 экземпляров.

## Эксплуатация
Изготовленные машины продавались в основном различным фирмам и нефтяным компаниям (9 и 16 соответственно), две машины приобрели частные лица, пять самолётов продали в Латинскую Америку: два из них перевозили высших чиновников, а три попали в Республиканскую Испанию и использовались в Гражданской войне. Как минимум одна из сохранившихся машин под регистрацией AC-EGW с 1937 года использовалась в Франкистской Испании в авиакомпании LAPE. Один экземпляр был заказан королём Ирака Гази I, эта машина имела роскошную отделку салона.
Со вступлением США в Вторую мировую войну в армию от частных владельцев поступило 16 Spartan 7W, получивших в армии обозначение UC-71. До 1945 года, когда UC-71 вернули прежним владельцам, было потеряно два самолёта.

## Варианты
- Spartan 7X Executive — первый прототип, оснащенный двигателем Jacobs L-5 мощностью 285 л. с., выпущен 1 самолёт. Отличался заметно меньшей площадью вертикального оперения.
- Spartan 7W Executive — основная версия машины с двигателем Pratt & Whitney R-985 Wasp Junior мощностью 400 л. с., выпущено 34 самолёта.
- Spartan 7W-P Executive — версия для Китая, не имевшая отличий от основной, выпущен один экземпляр.
- Spartan 7W-F — вооруженная двухместная модификация. Было установлено два курсовых пулемёта, а также подвижный пулемёт в задней кабине, оборудованной прозрачным козырьком. Под крыльями располагались бомбодержатели для мелких бомб. Самолёт не заинтересовал военных и был переоборудован в основную версию Spartan 7W Executive.
- Spartan UC-71-SP (UC-71) — военное обозначения мобилизованных во время Второй мировой войны стандартных вариантов 7W, всего 16 машин.
- Spartan 8W Zeus — военная модификация.
- Spartan 12W Executive — послевоенная модель.

## Операторы
- — Королевские военно-воздушные силы Великобритании, 3 машины использовались для учебных полётов (серийные номера KD100, KD101 и KD102), и одна машина, построенная для короля Ирака и интернированная в Англии, использовалась как фоторазведчик.
- — Королевские военно-воздушные силы Канады, 3 машины.
- — Военно-воздушные силы Китайской Республики, поставленная одна машина (серийный номер 1309). В повреждённом виде самолёт был захвачен Японией и демонстрировался публике как образец авиационной техники Китая.
- — три машины использовавшиеся авиакомпанией LAPE (Испанские почтовые авиалинии) были реквизированы в ходе гражданской войны и использовались республиканскими ВВС. Ещё некоторое количество самолётов было приобретено через Мексику, но так и не были доставлены заказчику.
- — Военно-воздушные силы армии США, 16 самолётов были мобилизованы с началом Второй мировой войны, в 1945 году были возвращены владельцам, кроме двух потерянных в ходе эксплуатации в ВВС.

## Конструкция
Spartan 7W Executive представлял собой моноплан с низко расположенным крылом, закрытой кабиной в которой кроме пилота в зависимости от конфигурации салона можно было расположить 3 или 4 пассажира. Просторный салон отличался повышенной комфортностью, имелись обогреватель, система кондиционирования, кресла с мягкой обивкой, индивидуальное освещение, пепельницы, багажное отделение. Шасси убираемое, включая и хвостовое колесо. Обшивка самолёта цельнометаллическая.

### Технические характеристики
Вариант Spartan 7W Executive
- Экипаж: 1 пилот, 3-4 пассажира
- Длина: 8.18 м
- Размах крыла: 11,89 м.
- Высота: 2,44 м
- Площадь крыла: 23,23 м²
- Профиль крыла:
- Масса пустого: 1545 кг
- Масса снаряжённого:
- Нормальная взлётная масса:
- Максимальная взлётная масса: 2272 кг
- Двигатель ПД Pratt & Whitney R-985 Wasp Junior
- Мощность: 1 x 400 л. с.

### Лётные характеристики
- Максимальная скорость: 414 км / ч
  - у земли:
  - на высоте м:
- Крейсерская скорость: 346 км / ч
- Практическая дальность: 1610 км
- Практический потолок: 7315 м
- Скороподъёмность: м/мин
- Нагрузка на крыло: кг/м²
- Тяговооружённость: Вт/кг
- Максимальная эксплуатационная перегрузка:[1]